# 15-та танкова дивізія (СРСР)
15-а танкова дивізія — військове з'єднання РСЧА у складі 16-го механізованого корпусу (16 МК) до та під час Німецько-радянської війни.

## Історія
15-а танкова дивізія була сформована влітку 1940 року на базі 14-ї важкої танкової бригади, 512-го стрілецького, 486-го гаубичного артилерійського полків та 443-о танкового батальйону 146-о стрілецької дивізії, танкового полку та зенітного артилерійського дивізіону 16-ї кавалерійської дивізії.
У складі 16-о МК брала участь у боях у складі Південного фронту за Бердичів та Козятин. У кінці липня 1941 року дивізія разом з корпусом потрапила в Уманський котел. З оточення вдалося вийти лише командиру дивізії М. І. Полозкову разом із частиною бійців та командирів.
Із залишків дивізії було сформовано славетну 4-у танкову бригаду полковника М. Ю. Катукова.

## Повна назва
15-а танкова дивізія

## Підпорядкування
- Київський військовий округ, 16-й механізований корпус (до 22 червня 1941)
- Південно-Західний фронт, 12-та армія, 16-й механізований корпус (22 червня — 25 червня 1941)
- Південний фронт, 18-та армія, 16-й механізований корпус (25 червня — 4 липня 1941)
- Південно-Західний фронт, 16-й механізований корпус (4 липня — 13 липня 1941)
- Південно-Західний фронт, 6-а армія, 16-й механізований корпус (13 липня — 25 липня 1941)
- Південний фронт, 16-й механізований корпус (25 липня — 7 серпня 1941)

## Склад
- 29-й танковий полк
- 30-й танковий полк
- 15-й мотострілецький полк
- 15-й гаубичний артилерійський полк
- 15-й розвідувальний батальйон
- 15-й понтонно-мостовий батальйон
- 15-й окремий зенітно-артилерійський дивізіон
- 15-й окремий батальйон зв'язку
- 15-й медичний санітарний батальйон
- 15-й автотранспортний батальйон
- 15-й ремонтно-відновлювальний батальйон
- 15-а рота регулювання
- 15-й польовий хлібозавод
- 278-а польова поштова станція
- 303-а польова каса Держбанку

## Командири
- Комбриг Т. А. Мішанін
- Генерал-майор М. В. Фекленко
- Полковник В. І. Полозков